# Castiarina liliputana
Castiarina liliputana es una especie de escarabajo del género Castiarina, familia Buprestidae. Fue descrita científicamente por Thomson en 1857.